# 中国共产党第九届中央委员会委员列表
中国共产党第九次全国代表大会于1969年4月1日至27日在北京召开。大会选举产生了170名中国共产党第九届中央委员会委员。

## 委员列表
毛泽东、林彪（1971年9月去世，后开除党籍）
以下按姓氏笔划次序排列：
丁盛、于桑、马福全、王震、王白旦、王进喜（1970年11月去世）、王宏坤、王秀珍（女）、王秉璋、王国藩、王洪文、王树声、王首道、王效禹（后免职）、王淮湘、王超柱、王辉球、王新亭、邓子恢（1972年12月去世）、邓颖超（女）、韦国清（壮族）、天宝（藏族）、孔石泉、叶群（1971年9月去世，后开除党籍）、叶剑英、龙书金、邝任农、田华贵、申茂功、皮定均、刘丰、刘伟、刘子厚、刘兴元、刘伯承、刘均益、刘贤权、刘建勋、刘结挺（1970年停职）、刘格平（回族）、刘盛田、刘锡昌、江青（女）、江礼银、江拥辉、江燮元、朱德、华国锋、许世友、任思忠、年继荣、纪登奎、陈云、陈郁、陈康、陈毅（1969年4月－1972年1月）、陈士榘、陈永贵、陈先瑞、陈伯达（1971年9月开除党籍）、陈奇涵、陈锡联、李强、李震、李大章、李天佑（1970年9月去世）、李水清、李四光（1971年4月去世）、李先念、李作鹏（1971年9月隔离审查，后开除党籍）、李顺达、李素文（女）、李雪峰（1971年1月隔离审查，后开除党籍）、李富春、李瑞山、李德生、吴涛（蒙古族）、吴德、吴大胜、吴法宪（1971年9月隔离审查，后开除党籍）、吴桂贤（女）、吴瑞林、吕玉兰（女）、张才千、张天云、张云逸、张达志、张池明、张体学、张国华（1969年4月－1972年2月）、张恒云、张春桥、张富贵、张福恒、张鼎丞、张翼翔、汪东兴、邱创成、邱会作（1971年9月隔离审查，后开除党籍）、邱国光、杨春甫、杨得志、杨富珍（女）、杜平、苏静、萧劲光、余秋里、周兴、周赤萍、周建人、周恩来、郑维山、宝日勒岱（女，蒙古族）、范文澜（1969年7月去世）、宗希云、冼恒汉（壮族）、胡继宗、姚文元、南萍、饶兴礼、耿飚、徐向前、徐海东（1970年3月去世）、徐景贤、聂荣臻、唐岐山、唐忠富、钱之光、郭沫若、袁升平、倪志福、夏邦银、莫显耀、高维嵩、梁兴初、康生、黄镇、黄永胜（1971年9月隔离审查，后开除党籍）、曹里怀、曹轶欧（女）、尉凤英（女）、鹿田计、曾山（1972年4月去世）、曾绍山、曾国华、曾思玉、彭绍辉、鲁瑞林、韩先楚、粟裕（侗族）、温玉成、董必武、董明会、程世清、谢家祥、谢富治（1972年3月去世）、赖际发、解学恭、谭甫仁（1970年12月被枪杀）、赛福鼎·艾则孜（维吾尔族）、蔡畅（女）、蔡协斌、蔡树梅（女）、滕代远、滕海清、潘世告、潘复生、魏秉奎